# Zespół Szkół Gastronomiczno-Hotelarskich im. Marii Skłodowskiej-Curie w Grudziądzu
Zespół Szkół Gastronomiczno-Hotelarskich im. Marii Skłodowskiej-Curie w Grudziądzu – szkoła ponadpodstawowa w Grudziądzu.

## Historia

### 1920 do wybuchu II wojny światowej[1]
1 września 1920 roku Zarząd Miasta Grudziądza uruchamia jednoroczną Szkołę Zawodową dla dziewcząt. Do tego celu wyznaczono 5 pięć pomieszczeń (w tym dwa na pomieszczenia lekcyjne) budynku przy ulicy Trynkowej 19. W szkole uczono gotowania, sprzątania, naprawy bielizny oraz prania. Przy szkole uruchomiono stołówkę dla uczniów Szkoły Budowy Maszyn oraz dla mieszkańców Grudziądza. W takim kształcie szkoła przetrwała do 1924 roku. Pierwotnie miała być zlikwidowana, jednak działaniom władz oświatowych ówczesny plan Zarządu miasta dotyczący likwidacji przekształcono w projekt rozwoju tego działu szkolnictwa średniego.  15 września 1924 roku Szkoła Zawodowa została przemianowana na Szkołę Gospodarczą. Grono pedagogiczne w tym okresie składało się z trzech nauczycieli przedmiotów ogólnokształcących i czterech instruktorek przedmiotów zawodowych. We wrześniu 1924 uruchomiono kursy zawodowe bieliźniarstwa. A wzrost zainteresowania obiema formami kształcenia doprowadził do przekształcenia ich 1 września 1927 roku w Żeńska Szkołę Zawodową i Gospodarczą. Program nauki dla szkół zawodowych tego typu zatwierdzony przez Ministerstwo Wyznań Religijnych i Oświecenia Publicznego objął: krawiectwo, bieliźniarstwo, hafciarstwo i gospodarstwo domowe. Ponadto lokalna Izba Przemysłowo-rzemieślnicza w porozumieniu z władzami miasta uruchomiła trzyletnią Szkołę Bieliźniarsko-Krawiecką oraz trzyletnią Szkołę Przysposobienia w Gospodarstwie Rodzinnym na podbudowie czterech klas szkoły powszechnej. Nowa oferta edukacyjna skutecznie zachęciła dziewczęta wywodzące się z niezamożnych warstw społeczeństwa do podjęcia nauki. Rozwój placówek wymógł otwarcie z dn. 1 września 1927 roku internatu zlokalizowanego w sześciopokojowym lokalu przy ul. Toruńskiej 12. Od roku szkolnego 1925/1926 aż do wybuchu wojny stopniowo rósł prestiż szkół. W 1932 roku Szkoła Zawodowa i Gospodarcza podjęła współpracę z sąsiadującym Państwowym Gimnazjum Żeńskim.

### 1939 do 1989
Lata wojny to okres minimalnej aktywności szkoły. Niemieckie władze okupacyjne udzieliły wprawdzie zgody na kontynuowanie działalności, ale wyłącznie w zakresie praktycznej nauki zawodu. l września 1945 roku, zreorganizowane szkoły wznowiły działalność jako: Roczna Szkoła Przysposobienia w Gospodarstwie Rodzinnym oraz trzyletnie Państwowe Żeńskie Gimnazjum Krawieckie I Stopnia. Od kolejnego roku szkolnego zaczęła działać dodatkowo Publiczna Dokształcająca Szkoła Zawodowa nr 2 przekształcona rok później w Publiczną Średnią Szkołę Gospodarczą. Ponadto w roku szkolnym 1947/1948, w odpowiedzi na zapotrzebowanie społeczne, powołano do życia Państwową Szkołę Przysposobienia Bieliźniarsko-Krawieckiego. Rok 1949 rozpoczął, wywołaną industrializacją kraju, serię transformacji, które trwały przez następne dwadzieścia siedem lat. Szkoły zawodowe miały przygotowywać kadry dla rozwijającego się w szybkim tempie przemysłu. Aby sprostać tym wymaganiom, dokonano przekształceń istniejących szkół oraz utworzono nowe. Ostatecznie w roku szkolnym 1949/50 skład szkół wyglądał następująco:
- Państwowa Średnia Szkoła Zawodowa Żywienia Zbiorowego,
- Publiczna Średnia Szkoła Gospodarcza,
- Państwowe Czteroletnie Liceum Przemysłu Gastronomicznego,
- Liceum Introligatorskie'
- Liceum Przemysłu Odzieżowego I stopnia

Wzrost liczby uczniów wymógł w 1949 przeniesienie szkoły do odbudowanego od 1947 obiektu przy ul. Curie Skłodowskiej 22/24 po przedwojennym Gimnazjum Żeńskim. Już w następnym roku struktura organizacyjna szkół uległa kolejnym zmianom. Powstały: dwuletnia Zasadnicza Szkoła Gastronomiczna (w miejsce Publicznej Średniej Szkoły Żywienia Zbiorowego), Państwowe Czteroletnie Technikum Gastronomiczne (w miejsce Liceum Gastronomicznego) oraz Technikum Poligraficzne (w miejsce Liceum Introligatorskiego). Zorganizowano również Zasadniczą Szkołę Odzieżową, Zasadniczą Szkołę Introligatorską oraz Technikum Fototechniczne.  l stycznia 1952 roku nastąpił podział szkół między dwa resorty: szkoły gastronomiczne przeszły pod pieczę Ministerstwa Handlu Wewnętrznego, zaś odzieżowe, poligraficzne oraz fototechniczna pod pieczę Ministerstwa Przemysłu Drobnego i Rzemiosła, a od 15 października 1954 roku – Centralnego Związku Spółdzielczości Pracy. W roku 1957 nastąpiła kolejna istotna zmiana. Szkoły o profilu gastronomicznym przejęło Ministerstwo Oświaty, zmieniając ich nazwę na Technikum (czteroletnie, a od 1 września 1960 roku pięcioletnie) i Zasadniczą Szkołę Gospodarczą (dwuletnią, a od l września 1959 roku trzyletnią). Rok później władze oświatowe przekazały Zasadniczej Szkole Gospodarczej cztery klasy Zasadniczej Szkoły Wielozawodowej dla Pracujących,
przygotowujące młodzież do zawodów: sprzedawca i stolarz. Utworzyło również cztery lata później Zasadniczą Szkołę Spożywczą o specjalności masarz, będącą pierwszą szkołą tego typu na
północy kraju. Od l września 1962 roku zaczęła działać jako Zasadnicza Szkoła Zawodowa dla Pracujących przy Zakładach Mięsnych w Grudziądzu. Rok szkolny 1970/1971 przyniósł ponownie zmianę nazwy Technikum i Zasadniczej Szkoły Gospodarczej na Technikum i Zasadniczą Szkołę Gastronomiczną. Z dniem 1 września 1975 roku Ministerstwo Oświaty przejęło Zasadniczą Szkołę Odzieżową Centralnego Związku Spółdzielczości Pracy. Ze szkół zlokalizowanych przy ulicy Skłodowskiej 22/24 utworzono wówczas Zespół Szkół Zawodowych nr 1. W skład zespołu szkół weszły:
- Zasadnicza Szkoła Gastronomiczna,
- Zasadnicza Szkoła Gastronomiczna Dokształcająca,
- Liceum Zawodowe nr l,
- Technikum Gastronomiczne (na podbudowie szkoły podstawowej),
- Technikum Gastronomiczne dla Pracujących (po zasadniczej szkole zawodowej),
- Policealne Studium Zawodowe,
- Zasadnicza Szkoła Odzieżowa

W 1983/1984 przemianowano ZSZ nr l na Zespół Szkół Gastronomiczno-Odzieżowych. W tym okresie w skład placówki wchodziły następujące szkoły:
- Technikum Gastronomiczne,
- Liceum Zawodowe – specjalność: kelner,
- Zasadnicza Szkoła Gastronomiczna,
- Zasadnicza Szkoła Odzieżowa

oraz dla młodzieży pracującej:
- Zasadnicza Szkoła Zawodowa przy Zakładach Mięsnych – specjalność: aparatowy przetwórstwa mięsnego,
- Zasadnicza Szkoła Zawodowa przy Państwowa Spółdzielnia Spożywców „Społem” – specjalność: kucharz, kelner, piekarz, ciastkarz,
- Zasadnicza Szkoła Zawodowa przy Cukierniczej Spółdzielni Pracy „Wisła" – specjalność: cukiernik,
- Zasadnicza Szkoła Zawodowa przy Przedsiębiorstwie Przemysłu Chłodniczego „Chłodnia" – specjalność: aparatowy przetwórstwa owoców i warzyw.

Od 1986 roku losy szkoły zaczęły toczyć się spokojniej. 15 sierpnia 1989 roku nastąpiło przejęcie pierwotnej siedziby przy ulicy Curie Skłodowskiej 19 (daw. Trynkowej) (po zlikwidowanym internacie)

### 1990 do 2020
W sierpniu 1995 roku szkoła przejęła na własność gmach przy ulicy Curie Skłodowskiej 19/20 (po Szkole Podstawowej nr 6)
, w którym urządzono Warsztaty odzieżowe. Rok szkolny 2002/2003 postawił przed szkołą nowe wyzwania w postaci reformy szkolnictwa ponadgimnazjalnego oraz zmian w strukturze zatrudnienia Grudziądza. Pojawił się kolejny profil nauczania – hotelarsko-turystyczny. W związku z poszerzaniem oferty edukacyjnej szkoła przystąpiła do europejskiego Stowarzyszenia Szkół Hotelarskich i Turystycznych, jako piąta z polskich szkół, oraz została członkiem Polskiego Stowarzyszenia Szkół Hotelarsko-Gastronomiczno-Turystycznych. W dniu 27 czerwca 2003 r. wydzierżawiono parter zajmowany dotąd przez Warsztaty odzieżowe Miejskiemu Ośrodkowi Rekreacji i Wypoczynku, który uruchomił w przebudowywanych pomieszczeniach Miejski Punkt Informacji Turystycznej. Klasy o profilu hotelarsko-turystycznym odbywały tam praktyki zawodowe. W związku z systematycznym spadkiem zainteresowania na przestrzeni kilku ostatnich lat specjalnościami odzieżowymi i wzrostem popularności specjalizacji hotelarskiej i turystycznej wśród absolwentów gimnazjów, podjęto decyzję o zmianie nazwy placówki. Z dniem 1 września 2010 roku Zespół Szkół Gastronomiczno-Odzieżowych na mocy Uchwały LV/46/10 Rady Miejskiej Grudziądza stał się Zespołem Szkół Gastronomiczno-Hotelarskich, żegnając tym samym – nie bez żalu – sześćdziesięcioośmioletnią tradycję kształcenia kadr dla branży odzieżowej. Koniec roku 2010 przyniósł likwidację Warsztatów Szkolnych jako gospodarstwa pomocniczego. Z dniem 1 stycznia 2011 roku stały się integralną częścią Zespołu Szkół Gastronomiczno-Hotelarskich. Począwszy od 31 maja 2011 roku MPIT przeniesiono do nowej siedziby. Lokal po nim w okresie od 4 lipca 2011 do 30 czerwca 2012 dzierżawiło Toruńskie Stowarzyszenie Alliance française, prowadząc w nim swoją grudziądzką siedzibę. Obecnie szkoła uczy w dwóch typach szkół Technikum w skład którego wchodzi:
- technik przemysłu mody (we współpracy Klastrem Przemysłu Lekkiego)
- technik hotelarstwa
- technik organizacji turystyki
- technik żywienia i usług gastronomicznych
- technik technologii żywności specjalizacja: - produkcja wyrobów cukierniczych

oraz Szkoły Branżowej:
- - SZKOŁA BRANŻOWA I STOPNIA - 3 LETNIA
- kucharz
  - SZKOŁA BRANŻOWA I STOPNIA DLA MŁODOCIANYCH PRACOWNIKÓW - 3 LETNIA
- kucharz
- sprzedawca
- cukiernik
- tapicer
- krawiec

## Dyrektorzy
- 1920 – ? Komorowa
- ? – 1924 Westwalewicz
- 1924–1925 Gertruda Żółtawska
- 1925–1939 Irena Kompert
- 1945–1950 Irena Kompert
- 1950–1955 Edward Kołodziejczyk
- 1955–1984 Zdzisław Rajcic
  - 1955–1966 Irena Stawowy
  - 1966–1975 Danuta Kaszubowska
- 1984–1986 Danuta Kaszubowska
- 1986–2007 Wojciech Rosiński
- 2007–2016 Hanna Błażejewska
- od 2016 Rafał Szweda[3]